# Nikolaus von Maasburg
Nikolaus Friedrich Carl Hugo Maschek Freiherr von Maasburg kurz auch Nikolaus Maasburg (* 18. November 1913 in Marburg an der Drau, Herzogtum Steiermark, Österreich-Ungarn; † 13. August 1965 in Trient, Südtirol, Italien) war ein österreichischer Akademiker und als Mitglied der Widerstandsgruppe O5 ein Widerstandskämpfer gegen den Nationalsozialismus.

## Herkunft

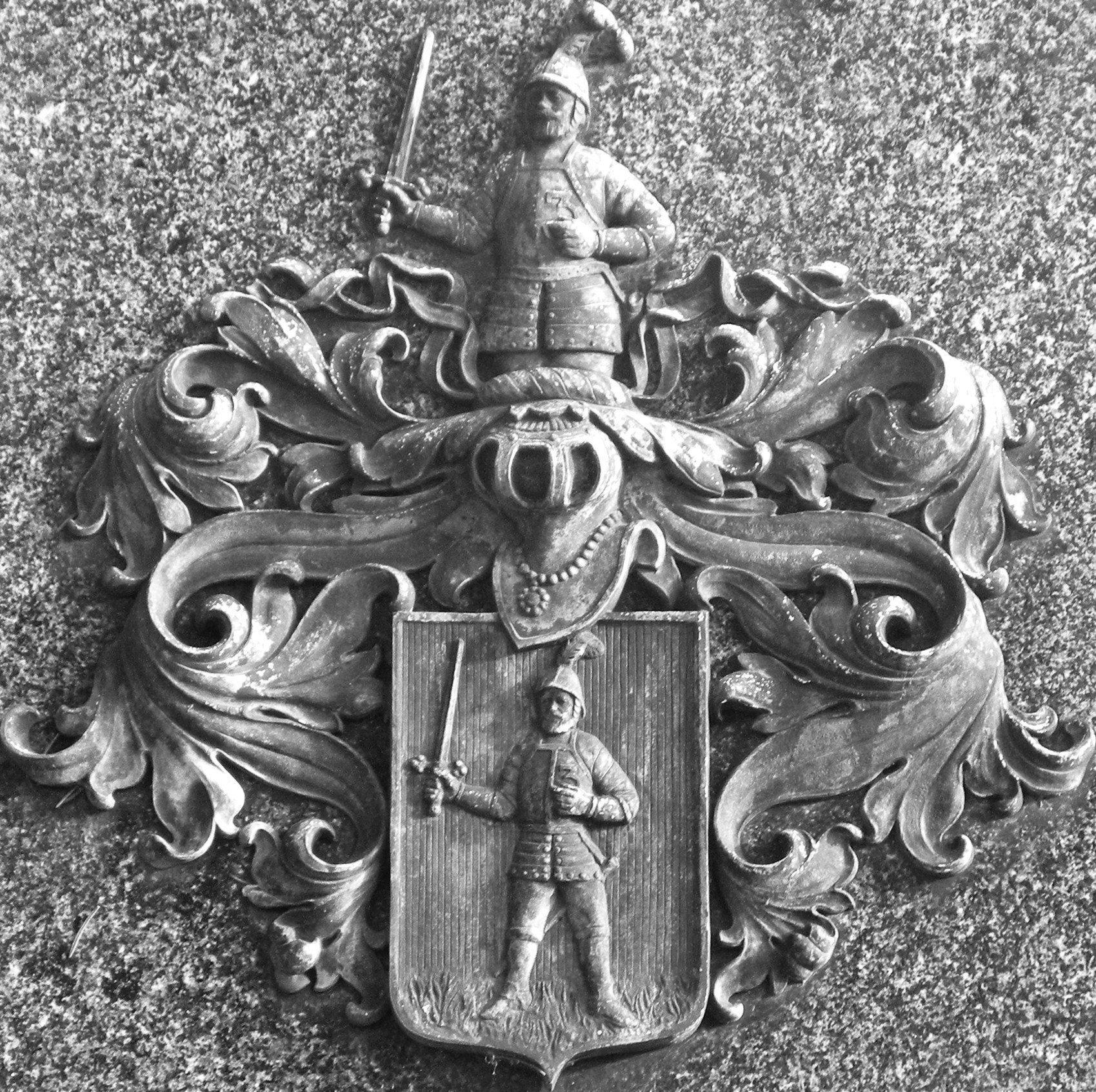
Wappen der Familie von Maasburg

### Freiherren von Maasburg
Die Familie stammt ursprünglich aus der Nähe der Stadt Hradec Králové (deutsch Königgrätz) in der heutigen Tschechischen Republik. Ab 1750 gehörte die Familie zum tschechischen katholischen Adel.

### Familie

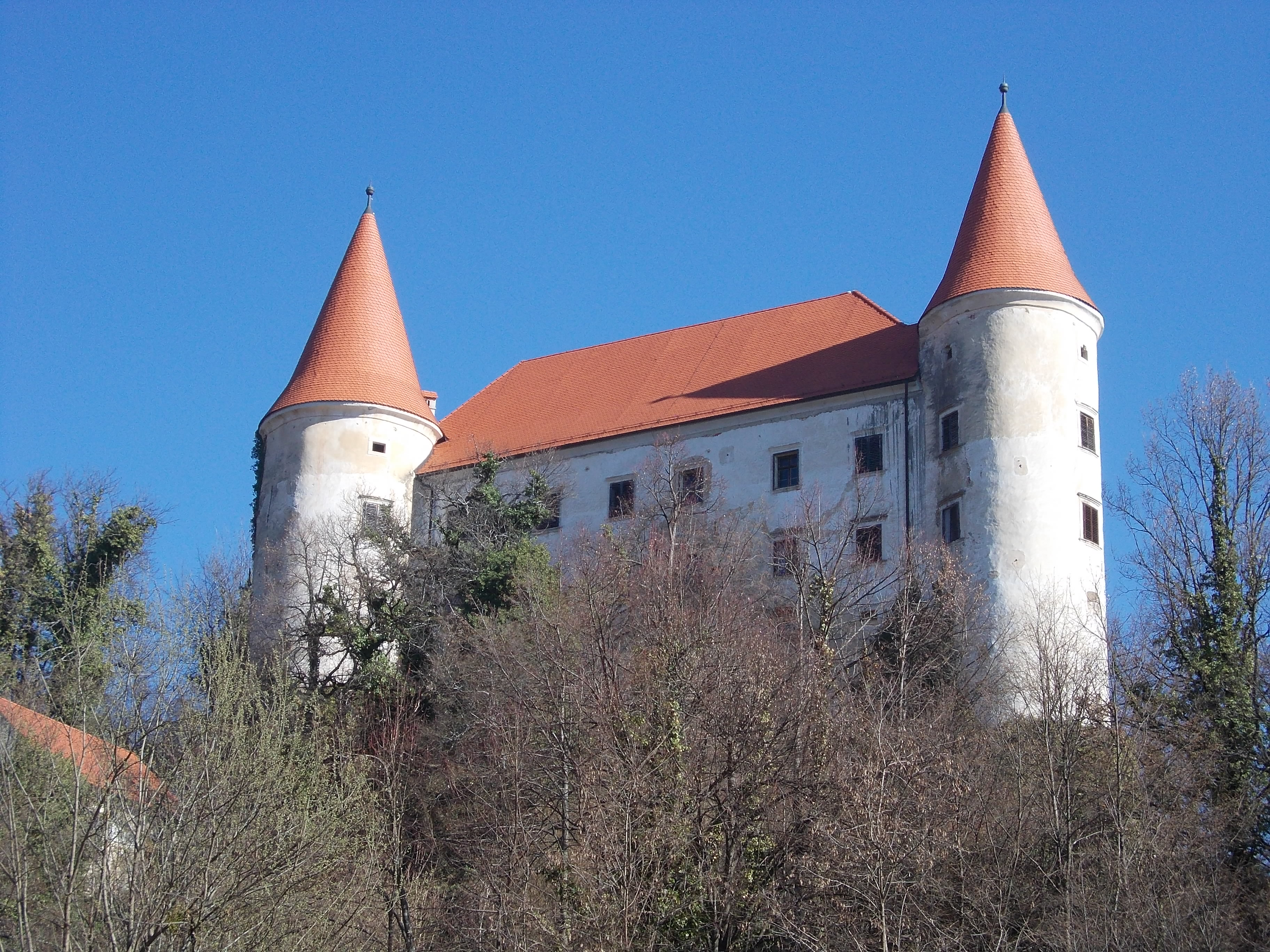
Schloss Wisell / Schloss Bizeljsko

Nikolaus von Maasburg wurde 1913 in Marburg an der Drau in der Untersteiermark geboren (heute Maribor in Slowenien).
Nach seiner Schwester Franziska war er das zweite und jüngste Kind seiner Eltern Friedrich Karl Maschek von Maasburg und Irma Maschek von Maasburg (geborene Adamović). Sein Vater fiel als Berufsoffizier im Jahr 1914 kurz nach Beginn des Ersten Weltkrieges in der Schlacht von Lemberg in der Nähe von Grodeck.
Am 28. Oktober 1941 heiratete Nikolaus von Maasburg Gräfin Christiane Ceschi a Santa Croce (Enkelin des Fürsten Hugo von Windisch-Graetz). Seit der Hochzeit lebten sie in ihrem Schloss, dem Schloss Wisell (slowenisch Grad Bizeljsko), das die Braut als Mitgift erhalten hatte.
Sie hatten vier Kinder. Ihr jüngster Sohn Leo Maasburg ist ein österreichischer Geistlicher und Monsignore, der ein langjähriger Wegbegleiter von Mutter Teresa war.

## Tätigkeit im Widerstand
Nikolaus besuchte eine technische Mittelschule in Graz und war bereits zu dieser Zeit Mitglied eines legitimistischen Corps. Er meldete sich 1936 als Einjährig-Freiwilliger beim Infanterieregiment Nr. 11 in Leoben, ab 1937 war er in der EF-Kompanie (Kompanie der Einjährig-Freiwilligen) der Flieger. Dort gründete er gemeinsam mit Akademikern eine Gegenorganisation gegen Kameraden, die dem NS-Soldatenring angehörten. Zu den Mitgründern dieser Gegenorganisation gehörten General Emil Liebitzky, Georg von Gaupp-Berghausen und Alfred Huth.
Während seines Studiums an der Theresianischen Militärakademie in Wiener Neustadt leistete Nikolaus nach dem Anschluss Österreichs (12. März 1938) aufgrund einer „Knieverletzung“ nicht den vorgeschriebenen Eid auf Hitler. Die Folgen seines Handelns waren, dass der Sicherheitsdienst des Reichsführers SS seine Entlassung aus der Akademie anordnete und ihn von da an regelmäßig überwachte. Ab 1939 organisierte er eine ständige Nachrichtenverbindung zu Otto von Habsburg, stand dabei jedoch vor allem mit dessen Bruder Felix in Kontakt, der nach dem Anschluss im März 1938 aus Österreich geflohen war.
Nikolaus von Maasburg wurde ein aktives Mitglied der österreichischen Widerstandsbewegung O5, dem als eine Art „ideologische Überorganisation“ sowohl Monarchisten als auch Kommunisten angehörten. Als Mitglied des O5 war Nikolaus maßgeblich für den Aufbau eines Kurierdienstes zu den slowenischen Partisanen verantwortlich.

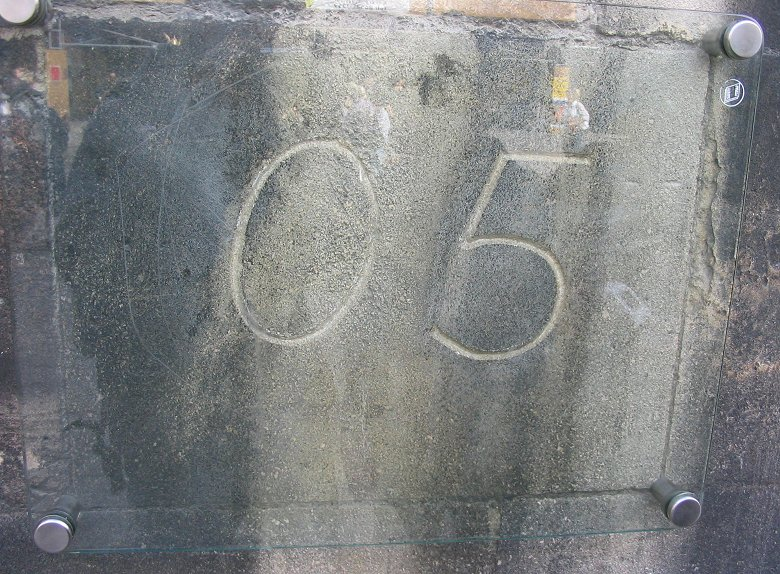
Das Zeichen der Widerstandsbewegung „O5“ am Stephansdom

Im Frühjahr 1938, nach seiner Entlassung aus der Militärakademie, versteckte sich Nikolaus einige Zeit bei Freunden in Graz. Er reiste im Herbst 1938 nach Frankreich, in das Schloss des Fürsten Xaver de Bourbon-Parma. In dem lebten sowohl Otto von Habsburg, dessen Bruder Felix und mehrere andere Österreicher, die vor den Nazis geflohen waren. Dort erhielt von Maasburg geheime Aufträge, die Widerstandsbewegung in der Steiermark zu organisieren und ihren militärischen Teil zu leiten. Gleichzeitig sollte er, der neben Deutsch auch fließend Englisch, Französisch, Italienisch und Slowenisch sprach und auch Maschinenbauingenieur war, über Zagreb und Maribor nachrichtendienstliche Verbindungen organisieren. Ihm wurde geraten, als ehemaliger Reserveoffizier in das Amt Ausland/Abwehr  einzutreten, da es ihm so leichter fallen würde, wichtige Informationen zu erhalten.
Die Reisen des Freiherrs nach Jugoslawien, Italien, in die Schweiz und nach Frankreich blieben keineswegs unbemerkt. Er wurde in den Jahren 1939 und 1940 dreimal von der Gestapo als Verdächtiger verhaftet.
Offiziell arbeitete er im Amt Ausland/Abwehr in Salzburg und Klagenfurt. Er wurde im Herbst 1943 vom Ersatztruppenteil Gebirgsjäger-Ausbildungs-Regiment 137 nach Norwegen versetzt. Von dort nach Bizeljsko desertiert, wurde er im Herbst 1944 in Klagenfurt vor das Kriegsgericht gestellt. Man verurteilte ihn zur Frontbewährung. Er konnte erneut zu flüchten. Ihm gelang die Verbindungsaufnahme mit der Widerstandsbewegung O5, die bereits 1945 mit der Roten Armee in Kontakt stand und so die vollständige Zerstörung Wiens während der letzten Kämpfe verhinderte.

## Nach 1945
Trotz Zusicherung der slowenischen Partisanen, die Familie Maasburg nach dem Krieg zu schützen, geschah dies jedoch nicht. Christiane von Maasburg wurde mit ihren zwei kleinen Kindern, ihrer kranken Mutter und einem Freund der Familie von den Behörden in Brežice inhaftiert. Dort wurden sie einige Wochen später in Waggons gebracht und über die Grenze in ein Flüchtlingslager in der Nähe von Leibnitz geschafft. Ihr gesamtes Hab und Gut musste zurückbleiben.
Nikolaus war nach Abschluss des österreichischen Staatsvertrages 1955 als Mitglied der Widerstandsbewegung O5 in Österreich arbeitslos. Er lebte einige Zeit mit seiner Frau, seiner Schwiegermutter und vier Kindern von sozialer Unterstützung für Kriegsopfer.
In der Nachkriegszeit arbeitete Nikolaus bis zum algerischen Unabhängigkeitskrieg für ein algerisches Busunternehmen in Paris, später für ein Tourismusunternehmen in München und vor seinem Tod für die italienische Schreibmaschinenfirma Olivetti.
Nikolaus von Maasburg starb im August 1965 in Trient.

## Ehrungen
Posthum wurde Maasburg am 10. Oktober 1977 das Ehrenzeichen für Verdienste um die Befreiung Österreichs verliehen.